# Лапчатка берингийская
Лапчатка беренгийская (лат. Potentilla beringensis)  — вид рода Лапчатка (Potentilla) семейства Розовые (Rosaceae).

## Описание
Реликт. Многолетнее травянистое растение высотой около 15 см. Стебель зеленоватый, опушенный. Прикорневые листья частью тройчатые, частью перистые или почти ложнопальчатые. Стеблевые листья надрезанны на длинные, почти параллельные зубчики,  между жилками покрыты войлочным опушением, который придаёт листьям седоватую окраску с нижней стороны.
Прилистники яйцевидной формы. Чашелистики эллиптическо-продолговатые. Цветки жёлтого цвета, диаметром до 20 мм. Период цветения  — июль-сентябрь.
Обитает на тундровых луговинах, на песчаных береговых валах морских кос и на гребнях морских террас.

## Ареал
Узколокальный эндемик Чукотки. Известно всего три малочисленные популяции около побережья Берингова пролива.

## Охранный статус
Вид, находящийся под угрозой исчезновения. Занесена в Красную книгу России и Красную книгу Чукотского автономного округа. Фактором исчезновения является близость популяций к поселением людей, в результате чего они могут исчезнуть вследствие хозяйственной деятельности и рекреации.